# اوطو هول
اوطو هول هي مجموعة مغربية متخصصة في بيع أنواع مختلفة من مركات السيارات بالمغرب، كسيارات نيسان وفورد وأوبل وفوسو وميتسوبيشي وغاز. وتتوفر المجموعة على أكثر من 40 فرع في مختلف المدن المغربية.